# 常辉
常辉，直隶（今河北）人，是一名清朝政治人物。
常辉曾于1768年接替何皋飏任奉贤县知县一职，1769年由王圣维接任。